# Henri Piéron
Pour les articles homonymes, voir Piéron.
Henri Louis Charles Piéron, né à Paris le 18 juillet 1881 et mort à Suresnes le 6 novembre 1964,, est un psychologue français. Il est l'un des fondateurs de la psychologie scientifique en France.

## Biographie

### Enfance et formation
Henri Piéron est le fils de Nicolas-Dominique Piéron, ancien major de promotion de l'École Normale Supérieure et professeur de mathématiques au lycée Saint-Louis. 
Piéron décide tôt de ne pas suivre le même cursus que son père et se tourne d'abord vers des études de lettre à la Sorbonne, où il passe l'agrégation de philosophie. Il poursuit ensuite sa formation en psychologie d'abord dans le laboratoire d'Alfred Binet à la Sorbonne, puis dans celui d'Édouard Toulouse à l'asile de Villejuif. Il soutient sa thèse en 1912 et succède peu après à Binet à la direction du laboratoire de psychologie physiologique de la Sorbonne, devenant du même coup directeur de publication de l'Année psychologique.

### Professeur au collège de France
En 1923, la chaire de physiologie des sensations au Collège de France est créée spécialement pour Henri Piéron, qui l'occupera jusqu'à sa retraite en 1951. 
Il participe en 1928 au premier cours universitaire de Davos, avec de nombreux autres intellectuels français et allemands. La même année, il crée l'Institut national d'orientation professionnelle (INOP), qui deviendra l'Institut national d'étude du travail et d'orientation professionnelle en 1942. Après avoir formé les premiers « orienteurs professionnels », l'institut, qui dépend maintenant du Conservatoire national des arts et métiers (CNAM), prend en charge la formation des conseillers d'orientation-psychologues et réalise des recherches dans le domaine de la psychologie de l'orientation. 
Il dirige l'Institut Marey à partir de 1940, et la Société zoologique de France à partir de 1946.
Les papiers personnels d'Henri Piéron sont conservés aux Archives nationales sous la cote 520AP.

### Un militant pédagogique
En 1919, Henri Piéron fait partie des administrateurs fondateurs de la Société Française de Pédagogie. Dans les années 1930, il en est toujours membre, notamment comme président de la section de pédagogie générale. Il apparaît également comme membre du GFEN (Groupe Français d'Education Nouvelle) et de La Nouvelle Education

## Titres des leçons professées au Collège de France de 1923 à 1951
- Lois du temps des sensations.
- Théories de la vision.
- Mécanismes de la vision lumineuse et chromatique.
- Problèmes psychophysiologiques de la perception.
- Sensibilités cutanées.
- Réactions sensorielles affectives : la douleur.
- Fonction auditive.
- Théories de l'audition.
- Bases sensitives de l'activité motrice.
- Vision spatiale.
- Aspects qualitatifs et quantitatifs de la sensation.
- Temps de réaction et latences sensorielles.
- Sensibilités chimiques.
- Excitation lumineuse et problèmes généraux de la sensation visuelle.
- Évolution temporelle des sensations visuelles.
- Réceptions sensorielles des animaux.
- Stades supérieurs de l'évolution sensorielle des Invertébrés.
- Fonctions sensorielles des Vertébrés.
- Vision des couleurs.
- Mécanisme de la vision chromatique.
- Notion d'échelon de sensation.
- Sensibilités réflexogènes et réactions perceptives.
- Substrat cérébral des réactions perceptives.
- Sensibilités internes.
- Connaissance de l'espace.
- Données actuelles sur l'énergétique sensorielle.
- Estimation des intensités de sensation.
- Les données que la pathologie sensorielle fournit à la psychophysiologie.

## Publications
- La Psychologie du rêve au point de vue médical (avec Nicolas Vaschide), Paris, Baillière, 1902.
- Technique de Psychologie expérimentale (avec Édouard Toulouse et Nicolas Vaschide), Paris, Doin, 1904.
- L'Évolution de la mémoire, Paris, Flammarion, Bibliothèque de philosophie scientifique, 1910.
- Le Problème physiologique du sommeil, Paris, Masson, 1913.
- Le Cerveau et la pensée, Paris, Alcan, Nouvelle collection scientifique, 1923.
- Éléments de psychologie expérimentale, Paris, Vuibert, 1925.
- Psychologie expérimentale, Paris, A. Colin, 1927.
- Les Sensibilités cutanées, Paris, A. Chahine et Maloine, 1928-1932.
- Le Développement mental et l'intelligence (Leçons professées à l'université de Barcelone), Paris, Alcan, 1929.
- « Les réflexes sus-élémentaires », dans Georges Dumas, Nouveau traité de psychologie, t. II, Paris, Alcan, 1932, p. 19-39.
- « L'attention. L'habitude et la mémoire », dans Georges Dumas, Nouveau traité de psychologie, t. IV, Paris, Alcan, 1934, p. 3-136.
- Études docimologiques sur le perfectionnement des examens et concours (avec Henri Laugier, Mme H. Piéron, Édouard Toulouse et Mlle D. Weinberg), Paris, Conservatoire national des arts et métiers, 1934.
- « Le toucher », dans Traité de physiologie normale et pathologique, publ. sous la dir. de Georges Henri Roger et L. Binet, t. X, Paris, Masson, 1935, p. 1055-1228.
- La Connaissance sensorielle et les problèmes de la vision, Paris, Hermann, 1936.
- « Physiologie de la vision », dans Traité d'ophtalmologie, t. II, Paris, Masson, 1939, p. 497-768.
- « Psychologie zoologique », dans Georges Dumas, Nouveau traité de psychologie, t. VIII, fasc. 1, Paris, Presses universitaires de France, 1941.
- La sensation, guide de vie. Aux sources de la connaissance, Paris, Gallimard, coll. «L'avenir de la science:nouvelle série», 1945.
- Psychologie différentielle, livre premier du Traité de psychologie appliquée, publ. sous la dir. de H. Piéron, Paris, Presses universitaires de France, 1949.
- Le Niveau intellectuel des enfants d'âge scolaire (avec Georges Heuyer, Mme H. Piéron et A. Sauvy), publication de l'Institut national d'études démographiques, 1950.
- Les Problèmes fondamentaux de la psychophysique dans la science actuelle, Paris, Hermann, 1951.
- Vocabulaire de la psychologie (avec la collaboration de l'Association des travailleurs scientifiques), Paris, Presses universitaires de France, 1951.
- La sensation, guide de vie. Aux sources de la connaissance, Paris, Gallimard, coll. «L'avenir de la science», 1955.
- Traité de psychologie appliquée : Livre 5, Le maniement humain, avec Maurice Coumétou, Paris, Presses universitaires de France, 1956.
- Examens et docimologie, Paris, Presses universitaires de France, 1963, 191 p., fig., graph. Bibliogr., index (Coll. Le psychologue)